# Кубок Болгарії з футболу 1946
Кубок Болгарії з футболу 1946 — 6-й розіграш кубкового футбольного турніру в Болгарії. Титул вдруге поспіль здобув Левські (Софія).

## Перший раунд
| Команда 1          | Рахунок | Команда 2                |
| ------------------ | ------- | ------------------------ |
| Левські (Софія)    | 3:2     | Атлетік (Дупниця)        |
| Локомотив (Мездра) | 2:2     | Дунавец (Тирнак)         |
| ЛБ 45 (Бургас)     | 2:1     | Ботев-Юнак (Нова Загора) |

Перегравання
| Команда 1          | Рахунок | Команда 2        |
| ------------------ | ------- | ---------------- |
| Локомотив (Мездра) | 3:2     | Дунавец (Тирнак) |

## 1/8 фіналу
| Команда 1            | Рахунок | Команда 2                 |
| -------------------- | ------- | ------------------------- |
| Левські (Софія)      | 7:0     | Работнік (Харманли)       |
| Бенковські (Видин)   | 3:0     | Локомотив (Мездра)        |
| Славія (Пловдив)     | 8:1     | Ботев (Благоєвград)       |
| ЛБ 45 (Бургас)       | 3:0     | Завод Г.Димитров (Сливен) |
| Черноломец (Попово)  | 3:0     | Чардафон (Габрово)        |
| Беліте Орли (Плевен) | 4:2     | Етир (Тирново)            |
| Локомотив (Русе)     | 4:2     | Доростол (Сілістра)       |
| Спартак (Добрич)     | 1:0     | ТВ 45 (Варна)             |

## 1/4 фіналу
| Команда 1           | Рахунок | Команда 2            |
| ------------------- | ------- | -------------------- |
| Левські (Софія)     | 1:0     | Бенковські (Видин)   |
| Славія (Пловдив)    | 2:0     | ЛБ 45 (Бургас)       |
| Черноломец (Попово) | 3:1     | Беліте Орли (Плевен) |
| Локомотив (Русе)    | 1:0     | Спартак (Добрич)     |

## 1/2 фіналу
| Команда 1           | Рахунок | Команда 2        |
| ------------------- | ------- | ---------------- |
| Левські (Софія)     | 3:0     | Славія (Пловдив) |
| Черноломец (Попово) | 1:1     | Локомотив (Русе) |

Перегравання
| Команда 1           | Рахунок | Команда 2        |
| ------------------- | ------- | ---------------- |
| Черноломец (Попово) | 3:2     | Локомотив (Русе) |

## Фінал
| 6 травня 1946 |

| Левські (Софія)                        | 4:1      | Черноломец (Попово) |
| -------------------------------------- | -------- | ------------------- |
| Ласков 8', 31', 40' Нікушев 80' (пен.) | Протокол | Ст.Петров 67'       |

| Юнак, Софія Глядачів: 15 000 Арбітр: Димитар Топалов |